# 세원물산
주식회사 세원물산은 세원을 계열사로 둔 자동차 부품 기업이다.

## 논란
현대자동차그룹의 1차 협력업체 세원정공과 세원물산이 최근 지배회사의 지분을 무상으로 양수하였다. 세원그룹 회장과 그의 두 아들이 업무상 배임 등 혐의로 실형을 선고받았다.